# UFC 161
UFC 161: Evans vs. Henderson foi um evento de artes marciais mistas promovido pelo Ultimate Fighting Championship, ocorrido em 15 de junho de 2013 no MTS Centre em Winnipeg, Manitoba, Canadá.

## Background
O evento era esperado para receber como evento principal a luta pelo Cinturão Interino dos Pesos Galos entre Renan Barão e Eddie Wineland, mas Barão se lesionou e teve que se retirar da luta. O evento principal foi entre Rashad Evans e Dan Henderson, que já se enfrentariam no evento.
TJ Waldburger era esperado para enfrentar Sean Pierson no evento. Porém, uma lesão tirou Waldburger do evento e foi substituído por Kenny Robertson.
Stipe Miocic era esperado para enfrentar Soa Palelei no evento, porém com a mudança do evento principal o card principal perdeu uma luta, e Roy Nelson foi chamado para enfrentar Miocic. Palelei agora enfrentará Nikita Krylov no card do UFC 164.
Isaac Vallie-Flagg era esperado para enfrentar Sam Stout no evento, porém uma lesão o tirou do card, dando lugar ao estreante James Krause.
Antônio Rogério Nogueira era esperado para enfrentar Maurício Rua no evento, porém uma hérnia de disco o tirou do evento. Shogun então enfrentaria Chael Sonnen, porém Sonnen não conseguiria o visto para entrar no Canadá a tempo do evento, e a luta foi transferida para 17 de Agosto de 2013 no UFC on Fox Sports 1: Shogun vs. Sonnen.

## Bônus da noite
- Luta da noite:  James Krause vs.  Sam Stout
- Nocaute da noite:  Shawn Jordan
- Finalização da noite:  James Krause